# The Bay of Silence
The Bay of Silence is een Brits-Nederlandse thrillerfilm uit 2020 geregisseerd door Paula van der Oest. De film is gebaseerd op het gelijknamige boek van Lisa St Aubin de Terán en ging op 25 juli 2020 in première.

## Verhaal
De film volgt het koppel Rosalind en Will die samen in Londen wonen. Zij is een kunstenaar en hij een betrouwbare ingenieur en tevens stiefvader van haar achtjarige tweelingdochters. Wanneer de geboorte van hun zoon Amadeo de zorgvuldig afgestemde wereld van Rosalind op zijn kop zet, verdwijnt ze abrupt met haar kinderen en de jonge oppas Candy.
Will lanceert een verwoede zoektocht door heel Europa en weet Rosalind terug te vinden in een Normandische huis op de kliffen. De opluchting van Will verandert al snel in afgrijzen als hij ontdekt dat hun zoon op mysterieuze wijze is overleden. Rosalind zit verstopt in het vervallen huis en is te getraumatiseerd om Will te herkennen, de tweeling praat enkel nog in raadsels en Candy is spoorloos. Een wanhopige Will ziet twee opties; de tragedie melden en het risico lopen dat zijn vrouw wordt beschuldigd van moord, of het verdoezelen en zijn gezin beschermen.

## Rolverdeling
| acteur                    | personage      |
| ------------------------- | -------------- |
| Claes Bang                | Will           |
| Olga Kurylenko            | Rosalind       |
| Brian Cox                 | Milton         |
| Alice Krige               | Vivian         |
| Assaad Bouab              | Pierre Laurent |
| Lilibet Biutanaseva       | Harriet        |
| Litiana Biutanaseva       | Florence       |
| Caroline Goodall          | Marcia         |
| Gijs Scholten van Aschat  | Dr. Müller     |
| Shalisha James-Davis      | Candy          |
| Hannah van der Westhuysen | Becca          |
| Duncan Duff               | curator        |
| Maroussia Frank           | Lena           |
| Agni Scott                | Dr. Zervou     |
| Emily Heyworth            | zuster         |
| Gwen Ann                  | Luna           |
| Marlowe Jarrett           | Amadeo         |
| Sienna Simpson            | Amadeo         |

## Achtergrond
De film werd geregisseerd door Paula van der Oest en geproduceerd door Alain de Levita, Caroline Goodall, Cheyanne Kane en Jason Newmark. Goodal verzorgde tevens het scenario van de film dat gebaseerd is op het gelijknamige boek van Lisa St Aubin de Terán. Hoofdrollen in de film waren weggelegd voor onder anderen Claes Bang, Olga Kurylenko, Brian Cox en Assaad Bouab.

## Release en ontvangst
The Bay of Silence ging op 14 augustus 2020 in China in première op het Internationaal filmfestival van Shanghai. De film kreeg gemengde kritieken van de filmcritici, met een score van 52% op Rotten Tomatoes, gebaseerd op 33 beoordelingen.